# Göta kanal

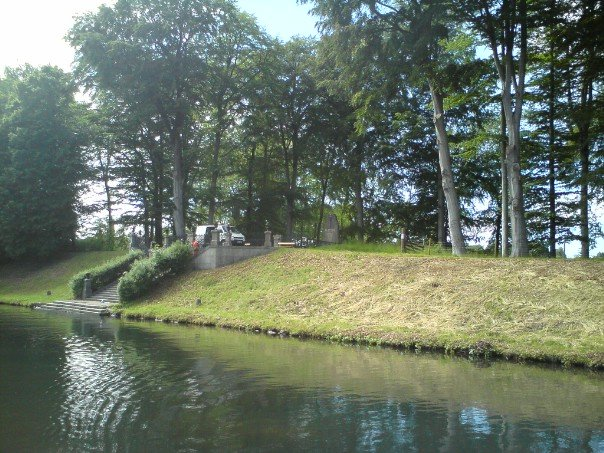
Baltzar von Platens familjegrav i Motala, 2009.

Göta kanal är en 190,5 kilometer lång kanal som sedan 1832 löper genom Götaland i Sverige. Därav är 87,3 kilometer grävd och sprängd kanal. Nivåskillnaden är 91,8 meter. Tillsammans med Trollhätte kanal och Göta älv bildar Göta kanal en 390 kilometer lång vattenväg tvärs genom Sverige, från Östersjön till Kattegatt. Totalt har kanalen 58 slussar. Den är Sveriges största byggnadsprojekt genom tiderna. Göta kanal är systerkanal till Kaledoniska kanalen i Skottland, som ritades av Thomas Telford som också medverkade i projekteringen av Göta kanal.
Göta kanal är Sveriges längsta upplevelseområde och idag ett internationellt välkänt besöksmål med mer än tre miljoner besökare årligen.

## Historik

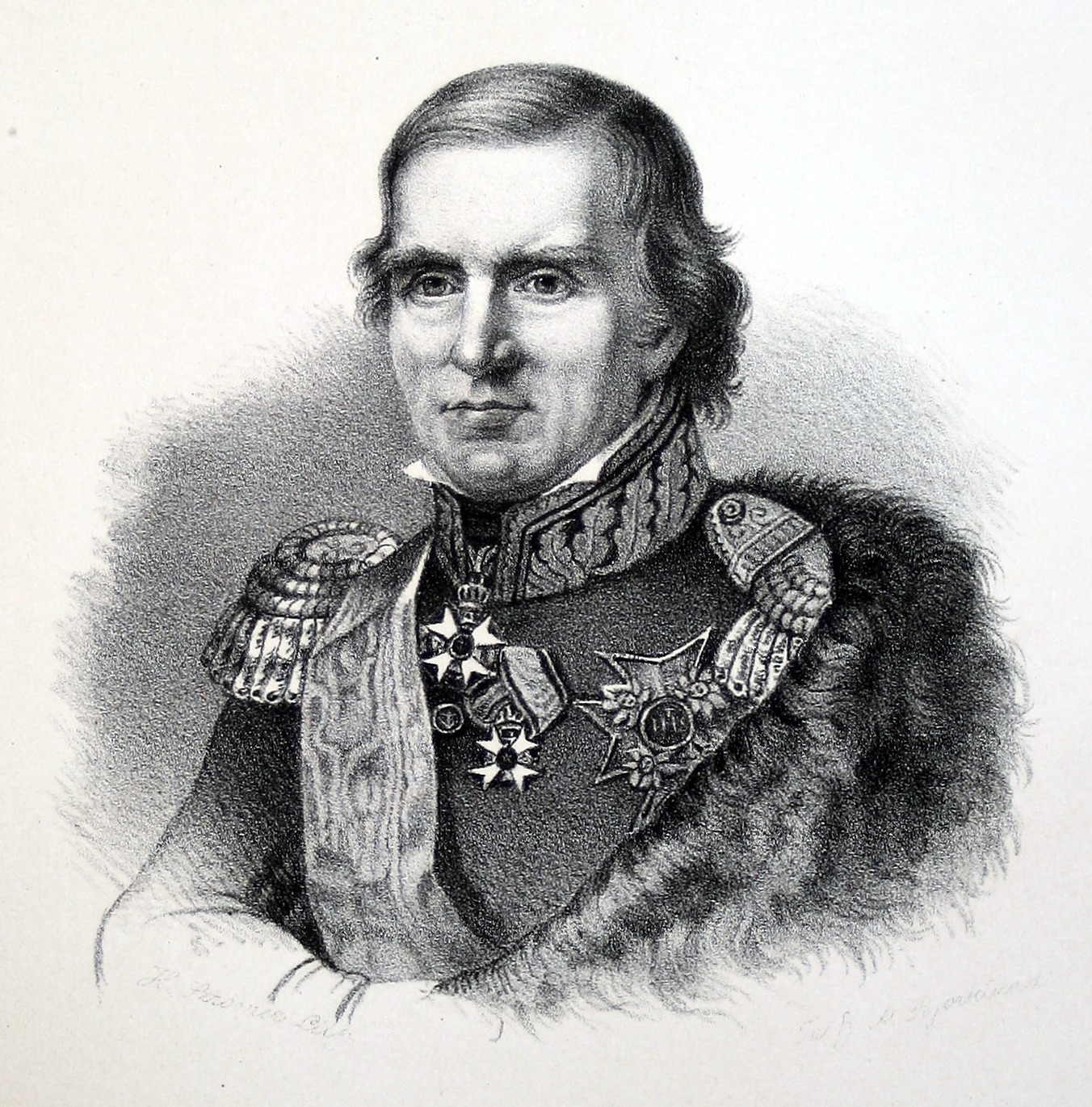
Göta kanals skapare Baltzar von Platen (1766-1829).

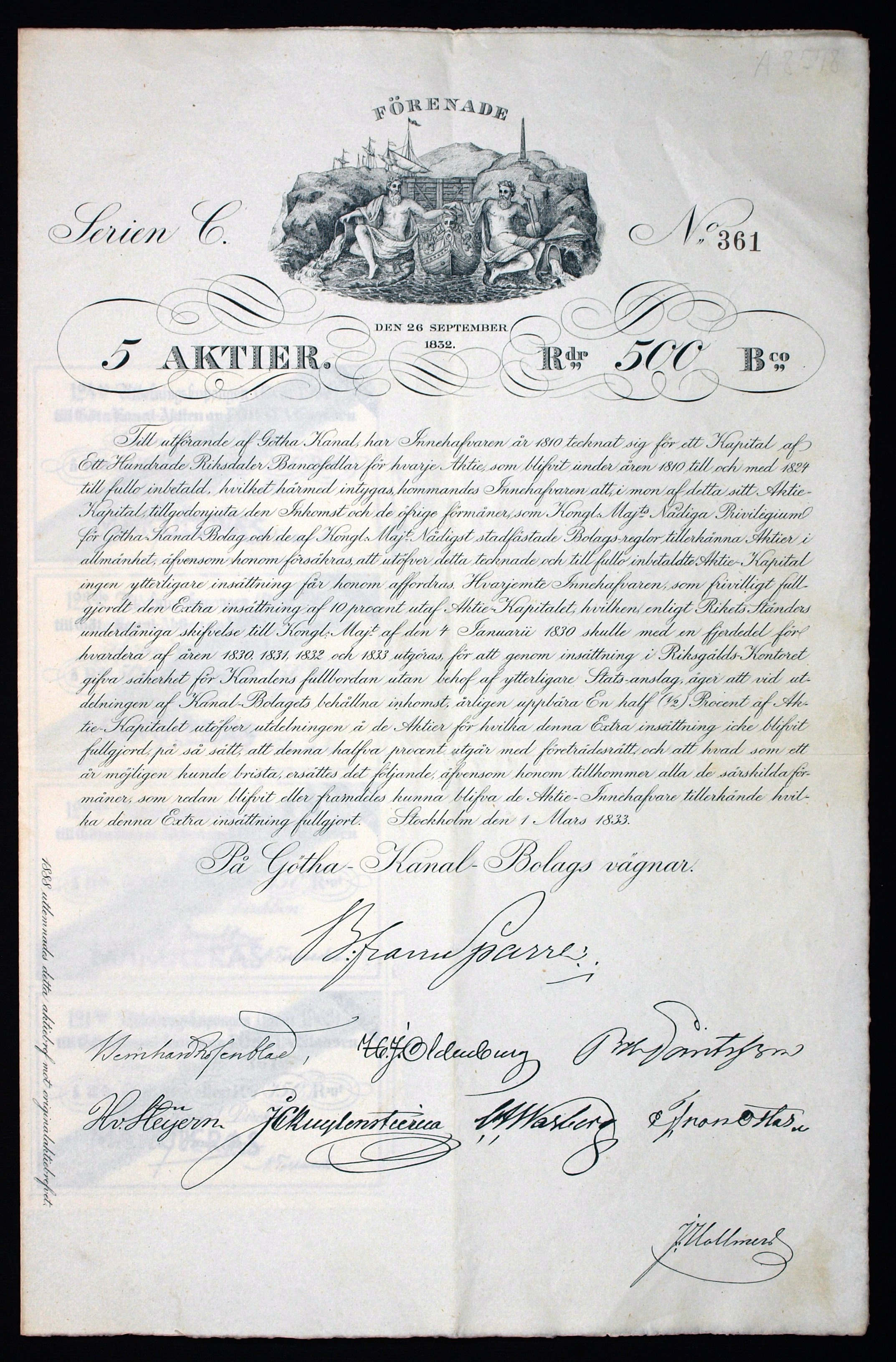
Del av Göta kanal den 1 mars 1833

Den ursprungliga tanken med kanalen var att göra det möjligt för de fartyg som annars var tvungna att färdas genom Öresund eller danska vatten – och därmed även betala Öresundstullen till Danmark för att ta sig mellan Kattegatt och Östersjön – att istället kunna färdas genom Sverige. Så vitt man vet var biskop Hans Brask den förste som 1525 föreslog en kanal som skulle förbinda Vättern med Vänern och därmed skapa en direkt förbindelse mellan Östersjön och Kattegatt för att slippa Öresundstullen och besvär med Hansan. På Karl XI:s tid hade man planer på att medels en kanal genom sjön Skagern, längs Letälven och Närkes Svartå till Örebro åstadkomma en segelbar trafikled mellan Vänern och Hjälmaren, som redan då, genom Hjälmare kanal, stod i förbindelse med Stockholm. Denna plan blev dock aldrig verklighet. I stället återgick man under 1700-talet med större intresse till Brasks gamla plan, som också diskuterades på riksdagen 1772.
Den avgörande personen som initiativtagare och pådrivare blev Baltzar von Platen. År 1801 invaldes von Platen i styrelsen för Trollhätte kanal, och med tiden utvecklades hos honom tanken på en samfärdsled mellan Vänern, Vättern och Östersjön. Efter att genom resor studerat de för kanalen aktuella trakterna presenterade han sina tankar 1806 i sin epokgörande Afhandling om canaler genom Sverige. Planerna fick stöd av Gustav IV Adolf, som i februari 1808 beslöt att "i hela dess vidd företaga och fullborda det riksgagneliga ärendet". 
Riksdagen avlät år 1809 en skrivelse till Kungl. Maj:t med anhållan att låta sätta igång arbetet på kanalen. Bäst vore enligt ständerna att enskilda personer tog det på entreprenad, men att arbetsmanskap för grävning med mera lämnades av infanteriregementena mot skälig sold. Krut till sprängning borde bestås av kronan och kronans närbelägna skogar få begagnas för byggnadsarbetet, liksom dess kalkbrott i och för kalkbränning till murbruket. Slutligen yrkades att det bolag som övertog kanalen skulle få den som evig egendom och utrustas med skäliga privilegier.
Ständerna omfattade saken med stor entusiasm, men den mötte också en del motstånd. En talare på riddarhuset ansåg exempelvis, att när Sverige nu genom förlusten av Finland blivit förminskat till två tredjedelar av sitt ursprungliga område, borde man vara rädd om den jord man hade kvar, "och ej genom onyttiga grävningar förminska utrymmet för den trevne odlarens flit och fylla med ett ofruktbart vatten de landsträckor, som kunde framalstra timotej, klöver m. fl. foderväxter, ja t. o. m. födoämnen för människor". Gentemot detta resonemang framhöll Baltzar von Platen vid ett senare tillfälle att trafiken på kanalen skulle komma att bespara jordbrukaren så mycket skjutsning och andra körslor att det motsvarade minst 360 000 karldagsverken och 800 000 hästdagsverken. Men till föda och underhåll åt dessa karlar och hästar åtgick enligt hans beräkning avkastningen av nära 30 gånger så mycket jord som den kanalen tog bort.
Med anledning av 1809 års riksdagsskrivelse avlät Kungl. Maj:t till ständerna en proposition där det föreslogs att det blivande kanalbolaget på billiga villkor skulle få låna halva den behövliga byggnadssumman – eller 1 200 000 riksdaler – av Riksens Ständers Bank (Riksbanken).  Propositionen bifölls, de föreslagna medlen beviljades av ständerna, och kanalbolaget beviljades "nådigt privilegium". Så högt spända var förhoppningarna på att kanalen skulle bli ett vinstgivande företag, att i stället för de beräknade 1,2 miljoner riksdalerna tecknades aktier för nära fyra gånger det erforderliga beloppet. Kanalen skulle bli i det närmaste 3 meter djup och kunna passeras av fartyg med inemot 200 tons dräktighet. Större dimensioner ansågs inte behövliga eftersom de allra flesta fartyg som på den tiden gick i utrikes sjöfart inte var större än så.
Den 12 april 1810 fick Baltzar von Platen tillstånd att bygga kanalen. Kungen, som då var Karl XIII, gav i uppdrag åt von Platen att tillsammans med den av regeringen inkallade brittiske kanalbyggaren Thomas Telford att närmare utstaka farleden mellan Östersjön och Vänern. Till Sverige hade Telford kommit på kunglig inbjudan 1806 för att tillsammans med sina ingenjörer leda och genomföra projekteringen av Göta kanal. von Platen hade tillsammans med sin övermekanikus Samuel Bagge kommit i kontakt med Telford. von Platen, som inte var utbildad ingenjör, fick sedermera genom en omfattande brevväxling med Telford stöd i det fortsatta kanalarbetet. von Platen var även ordförande i det 1810 bildade kanalbolaget samt ägnade sig, efter att 1812 ha lämnat statsrådet, helt åt kanalverkets fullföljande och stred i flera riksdagsdebatter mot projektets motståndare, vilka blev allt fler i takt med att kostnaderna steg. Han fick se endast kanalens ena hälft, Västgötalinjen, öppnas för trafik (september 1822).
I maj 1810 togs de första spadtagen vid Motala och Forsvik. Med hjälp av ett förberedande förslag av vattenbyggaren Daniel af Thunberg från 1780-talet, som i stort sett följdes av Thomas Telford, stakades kanalen ut. Enligt riksdagens beslut skulle kanalen vara färdigbyggd på tio år. Men arbetet blev i synnerhet i början mycket lidande av att man inte på förhand hade gjort upp någon detaljerad arbetsplan. Ännu år 1817 hade man inte ens klart för sig hur många slussar som skulle behövas och var de skulle placeras. Därför gick arbetet tämligen på måfå, och en mängd kostsamma ändringar och jämkningar måste göras efter hand. Flera av ingenjörerna var också i början ovana vid detta slags arbete och blev därför mer än skäligt dyra. Baltzar von Platen var egentligen själv föga hemmastadd på det tekniska området och litade därför mycket på andras beräkningar. Dock lade han energiskt an på att fullkomna både sin egen och sina underlydandes utbildning. Han studerade ingenjörsvetenskap både hemma och i utlandet.
Redan år 1813 överskreds de beräknade byggnadskostnaderna för kanalen. Vid följande års utgång hade 800 000 riksdaler förbrukats utöver den beräknade kostnaden – och ändå var knappt mer än en fjärdedel av kanalen fullbordad. Det var dessutom nästan endast de mest lättarbetade sträckorna som man då grävt sig igenom. Nu började kanaldirektionen kalla 1809 års förslag för "provisionellt". Direktionen lovade aktieägarna att det återstående arbetet skulle kunna fullbordas till 1823 års slut för en kostnad av drygt 4,5 miljoner riksdaler. Dessa kostnadsberäkningar visade sig dock vara lika otillförlitliga som de ursprungliga.
År 1822 var slutligen kanalens västgötalinje så pass färdig att den kunde invigas av kung Karl XIV Johan, vilket skedde under stort jubel. Men det stod också klart att arbetet inte kunde fortsättas utan nya bidrag av allmänna medel. På riksdagen 1823 framkom att ytterligare nära 2,3 miljoner riksdaler krävdes, en summa som också beviljades. På nästa riksdag, år 1828–29, var det omkring 800 000 riksdaler extra som man begärde, och nu hade arbetet pågått i 18 år.
Kanalen öppnades till slut den 26 september 1832 till en kostnad av 9 miljoner riksdaler (cirka 13,5 miljarder kronor i 2005 års penningvärde, omräknat efter konsumentpriser. Notera att det är svårt att jämföra penningvärden med 1820-talet. BNP per capita räknat i varor var mycket lägre, det vill säga samma vara var värdefullare än nu. Som andel av landets BNP var kanalen enormt dyr). Dessförinnan hade Östgötalinjen med stor högtidlighet blivit invigd av kung Karl XIV Johan, åtföljd av drottning Desideria, kronprins Oskar och kronprinsessan Josefina.
Det brittiska mudderverk som muddrade sjöbottnarna behövde repareras, vilket medförde att Motala Verkstad anlades. 
Sammanlagt under de 22 byggnadsåren deltog 58 000 indelta soldater från 16 olika regementen och arbetade med grävningen. En mindre del av arbetsstyrkan bestod av ryska desertörer och krigsfångar som frivilligt hade anslutit sig och privata arbetare, såväl kvinnor som män. De gjorde tillsammans 7 miljoner dagsverken med kanalen. Ett dagsverke varade 12 timmar. Grävningen av kanalen utfördes till största delen för hand med plåtskodda träspadar, men en hel del tekniska redskap fanns såväl för land- som vattenarbete. Bland de tyngre arbetena var att hugga sten till slussar mm. Som mest grävde cirka 7 000 man samtidigt men arbetsstyrkan bestod normalt av 2 000–3 000 soldater. 
Bland de utkommenderade trupperna upprätthölls sträng disciplin. Regementena ägnade fyra timmar på helgdagarna åt exercis och fyra dagar i veckan åt målskjutning. Dagpenningen för de meniga soldaterna uppgick till 13 skilling och 4 runstycken, som utbetalades av kanalbolaget.
Varje soldat som deltagit i arbetet erhöll en silvermedalj med Karl XIV Johans bild och inskriptionen "För verksamt biträde till Hafvens förening. Given av Göta-kanal-Bolaget".

### Förband som deltog under arbetet
- Bohusläns regemente
- Dalregementet
- Första livgrenadjärregementet
- Hälsinge regemente
- Jönköpings regemente
- Kalmar regemente
- Kronobergs regemente
- Närkes regemente
- Skaraborgs regemente
- Södermanlands regemente
- Upplands regemente
- Värmlands regemente
- Västgöta båtsmanskompani
- Västgöta-Dals regemente
- Västmanlands regemente
- Älvsborgs regemente
- Östgöta båtsmanskompani [12]

Baltzar von Platen fick dock aldrig se Göta kanal färdig eftersom han dog 1829. Kanalen invigdes 1832 av Karl XIV Johan. Invigningsmiddagen för 300 inbjudna gäster och ett fyrverkeri kostade kanalbolaget 10 837 riksdaler.

## Samhällsbetydelse

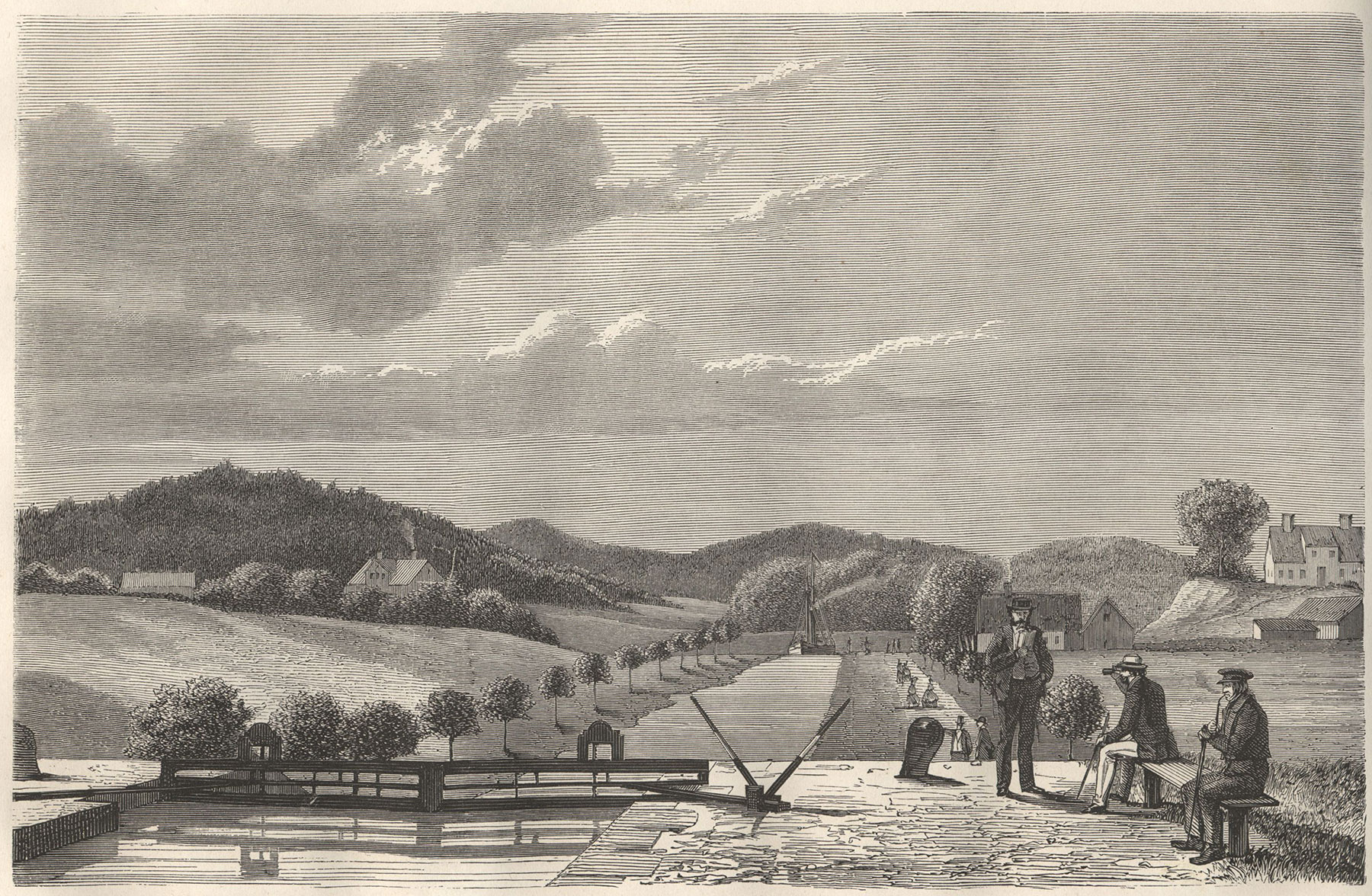
Carlsborgs övre sluss i Söderköpings kommun på 1860-talet.
Xylografi.

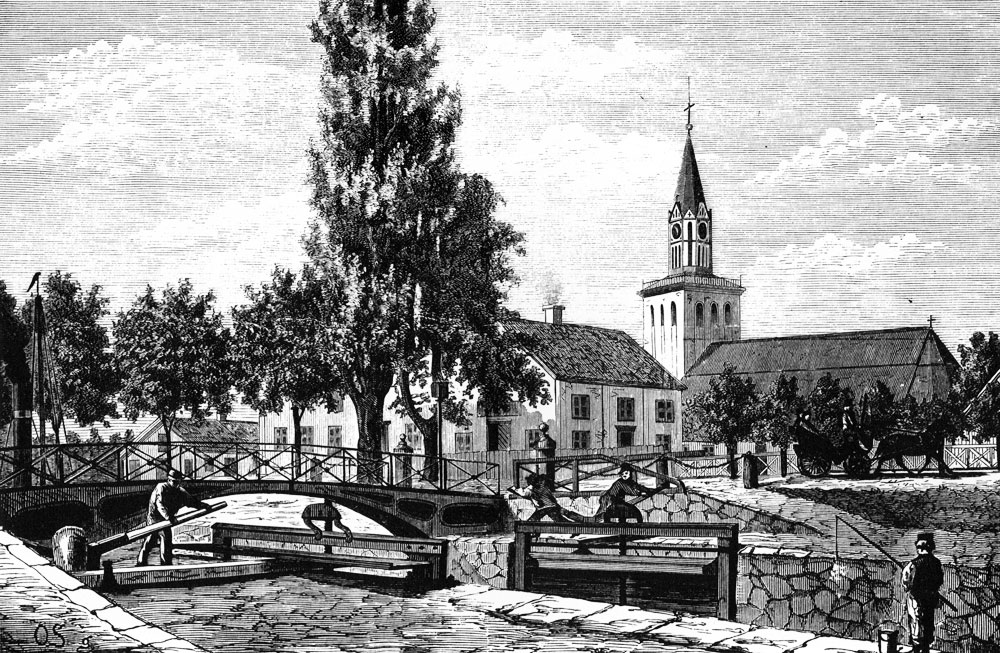
Göta Kanals inlopp till Vättern i Motala. Teckning i Ny Illustrerad Tidning 1872.

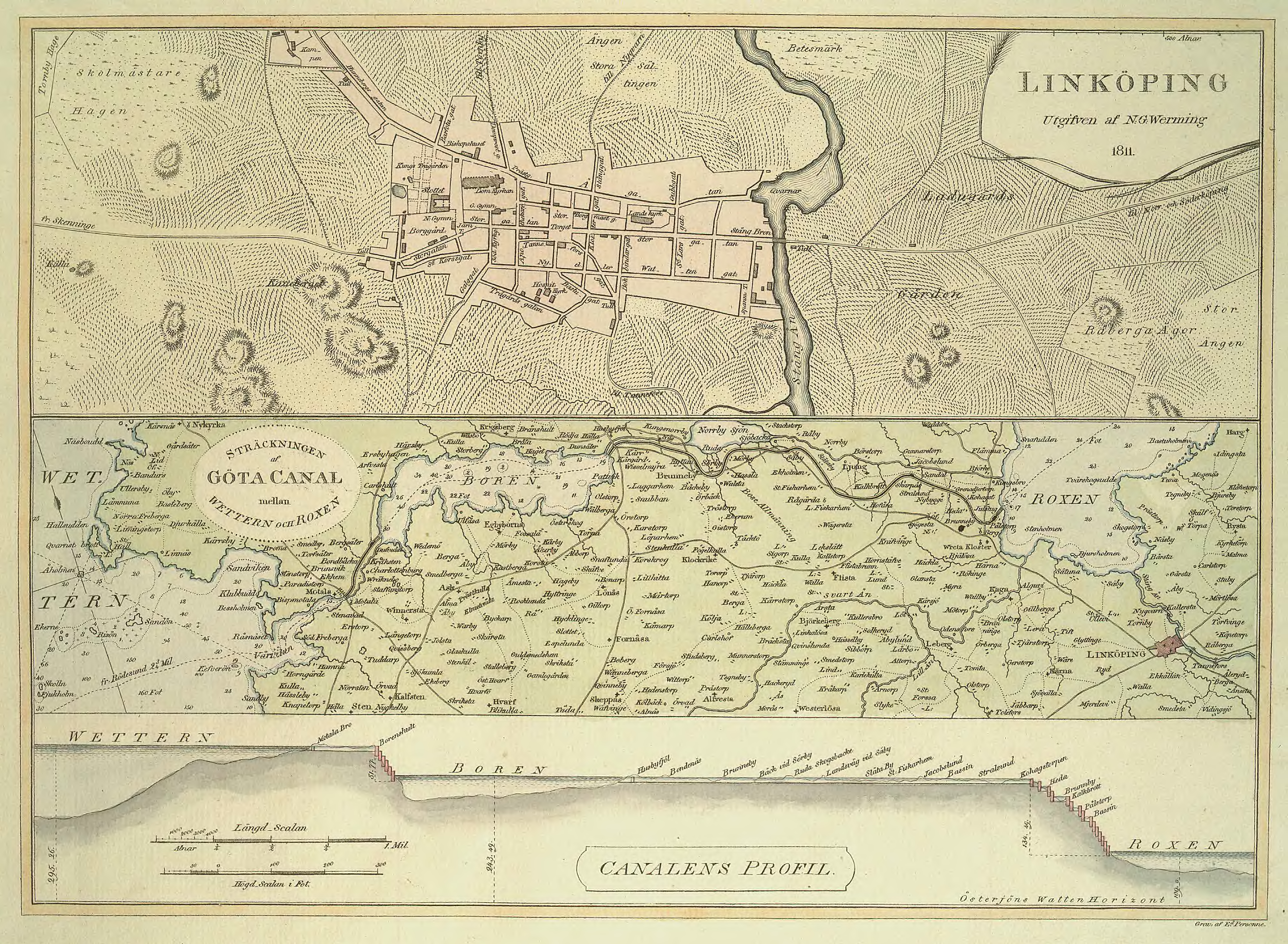
Historisk karta från 1811 över Göta Kanal som bland annat visar höjdprofiler för kanalen.

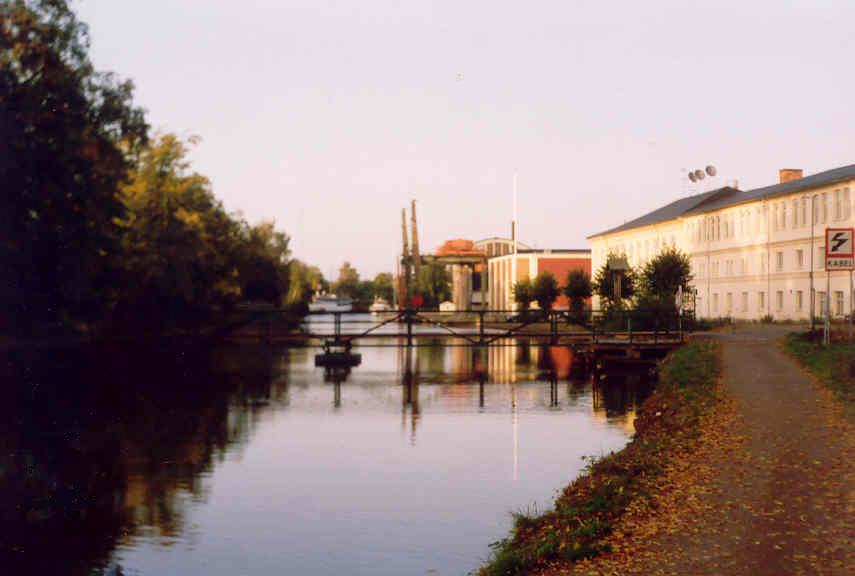
Motala Verkstad vid Göta kanal.

Sin storhetstid hade kanalen under ett halvsekel i den tidiga industrialismen i Sverige. Vid sidan av uppgiften som transportled från kust till kust innebar kanalen en möjlighet till tyngre transporter och effektiv godsbefordran i ett, med nutida ögon sett, närmast väglöst land. Kanalen blev bestämmande för lokaliseringen av ett flertal industrier av vilka Motala Verkstad är en av de mest betydelsefulla men kanalen borde i helt avgörande grad även stimulerat verksamheten i såväl Göteborg (Lindholmens varv etc.) som i Stockholm (Samuel Owens verkstäder etc.).
Inledningsvis hade Göta kanal stor betydelse genom att kanalfrakterna var stora jämfört med den tidens samlade transportarbete. Totalt uppnådde godsmängden 100 000 ton per år och först på 1870-talet överträffades denna volym av järnvägen. Järnvägens tillkomst innebar samtidigt att kanalfrakterna i ett slag minskade med 80 % och var nu begränsade till endast tre typer av last - skogsprodukter, kol och malm, vilka inte behövde snabb transport. Såväl passagerar- och godstrafiken stagnerade och återhämtade sig aldrig. Öresundstullen avskaffades i och med Öresundstraktaten 1857. Göta Kanal fick nya men kortvariga uppsving i samband med avspärrningsperioderna under första och andra världskrigen, då farvattnen utanför svenska västkusten och delar av Östersjön var minerade.
Även om kanalfrakterna minskade behöll kanalen sin betydelse för sjöfrakter till kuststäder vid de stora sjöarna, från 1930-talet dock med allt större konkurrens från buss- och lastbilstrafik. Efter 1950 avtog nyttotrafiken snabbt och med undantag av Trollhätte kanal återstod snart endast turisttrafiken. Båtlivets snabba tillväxt under 1970-talet väckte Göta kanal ur sin törnrosasömn: Kanalen rustades upp och turisterna, som så smått hade börjat intressera sig för kanalen redan under 1920-talet, kom i allt större skaror. På senare år har kanalbolaget gjort stora satsningar på att återskapa den gamla kanalmiljön, och idag är kanalen ett av Sveriges mest värdefulla kulturhistoriska objekt. Kanalen fick 2007, samma år som den firade 175-årsjubileum, flest röster i två omröstningar om Sveriges sju underverk.
2024 gick cirka 10 passagerarfartyg i regelbunden trafik längs kanalen, som då passerades av ungefär 2 000 fritidsbåtar. Under högsäsong tar det cirka 5-7 dagar att åka genom kanalen, under lågsäsong endast 3–4 dagar. De gamla dragvägarna utgör numera en populär cykelled.
Även i vår tids näringsliv märks den betydelse kanalen haft: Genom Göta kanal tillkom som nämnts Motala verkstad, genom Otto Carlsund avgörande för utvecklingen av modernt skeppsbyggeri. Företaget startade år 1878 en lokomotivverkstad, en tradition som fortsattes av ASJ (AB Svenska Järnvägsverkstäderna, 1907) i Linköping som år 1930 startade ASJA (AB Svenska Järnvägsverkstädernas Aeroplanavdelning) med flygplanstillverkning. 1939 slogs ASJA samman med SAAB som så småningom fick betydelse även för Volvo (Volvo Aero). Göta kanal hade säkert betydelse också för Trollhättans mekaniska verkstad som grundades 1847 intill Trollhättans kanal. Genom ett samarbete mellan detta företag, som senare kallades NOHAB, och ASJA bildades Saab.

## Sträckning

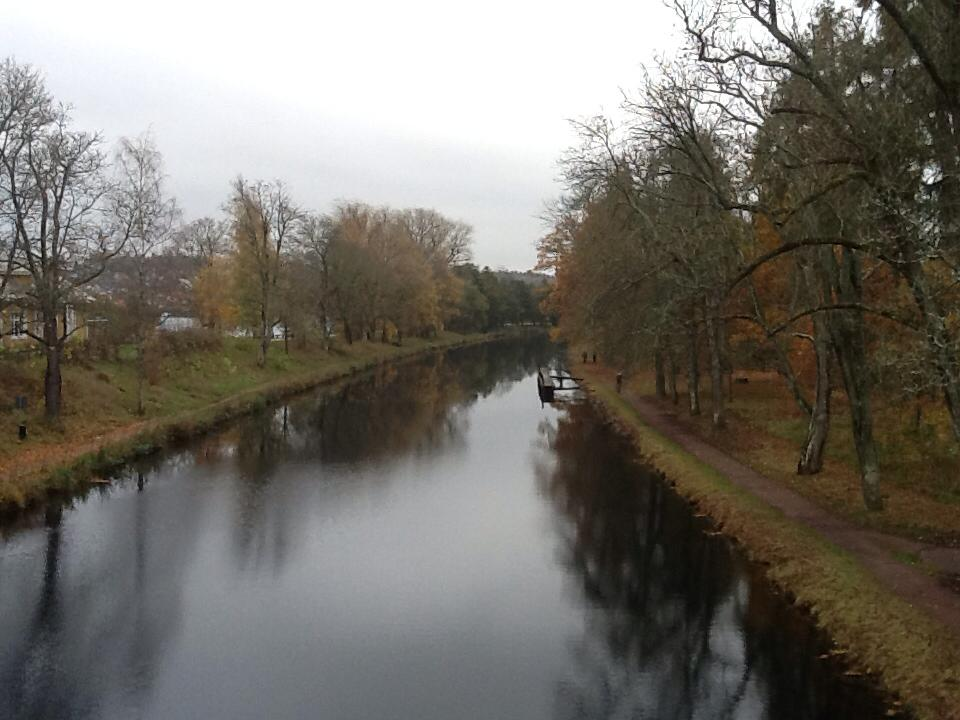
Göta Kanal, vid Motala. Vid sidan om kanalen syns den gamla dragvägen, idag en fin vandringsled.

Göta kanal sträcker sig från Sjötorp vid Vänerns östra strand i Västergötland, via sin högsta punkt (91,8 m ö.h.) vid Lanthöjden väster om Viken via Bottensjön till Vättern, och vidare via Boren och  Roxen. Kanalen fortsätter genom Söderköping och mynnar sedan ut i Slätbaken vid Mem i Östergötland.
På denna sträcka finns sammanlagt 58 slussar. De i Tåtorp och Borensberg är än idag handdrivna och de övriga är automatiserade. Det finns också två akvedukter längs kanalen, en i Ljungsbro och en utanför Borensberg.

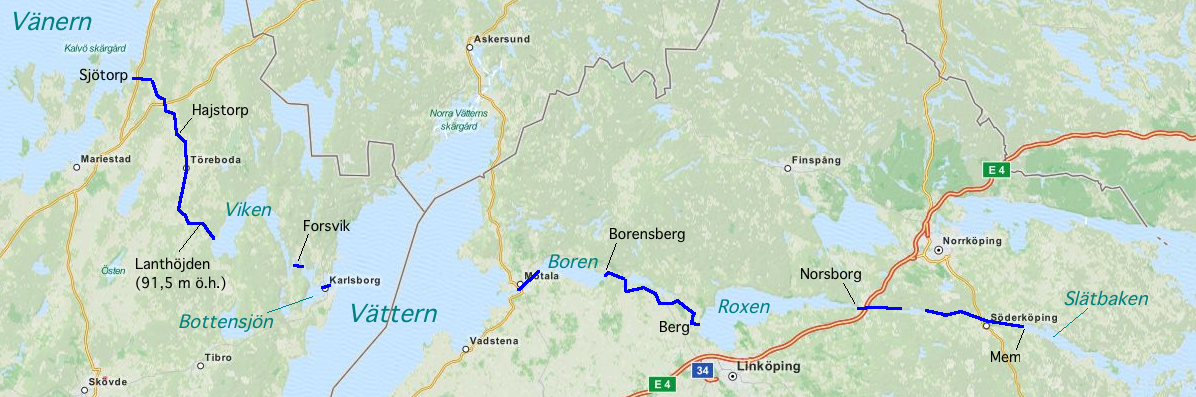
Göta kanals sträckning i blått, med vissa slussar samt kanalens högsta punkt utmärkta.

Göta kanal kallas ibland för "Sveriges blå band". Den kallas också skämtsamt för "skilsmässodiket" eftersom diskussioner kan uppstå vid slussning. Bergs slussar utanför Linköping är Göta kanals största sevärdhet och turistmål. Det var i dammen i Berg som en av båtarna körde upp på land i filmen Göta kanal och det var vid Carl Johans slussar som en slussvakt (Bertil Norström) sa på klingande östgötska "Hörru du din galning vad gör du!" På Göta Hotell i Borensberg utspelas en scen.

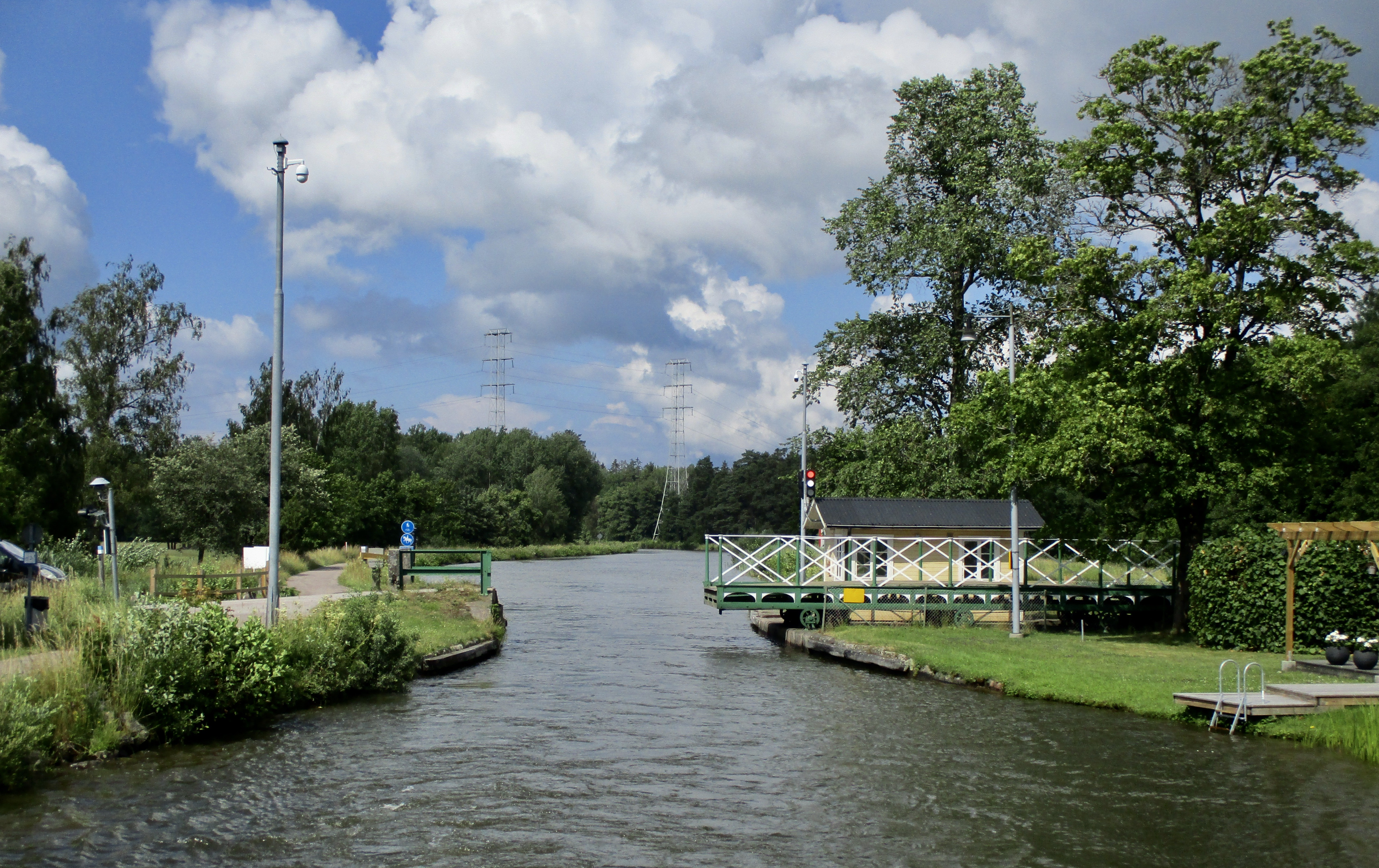
Rullbro över Göta kanal vid Gastorp strax väster om Töreboda.

## Korsningar med vägar och järnvägar

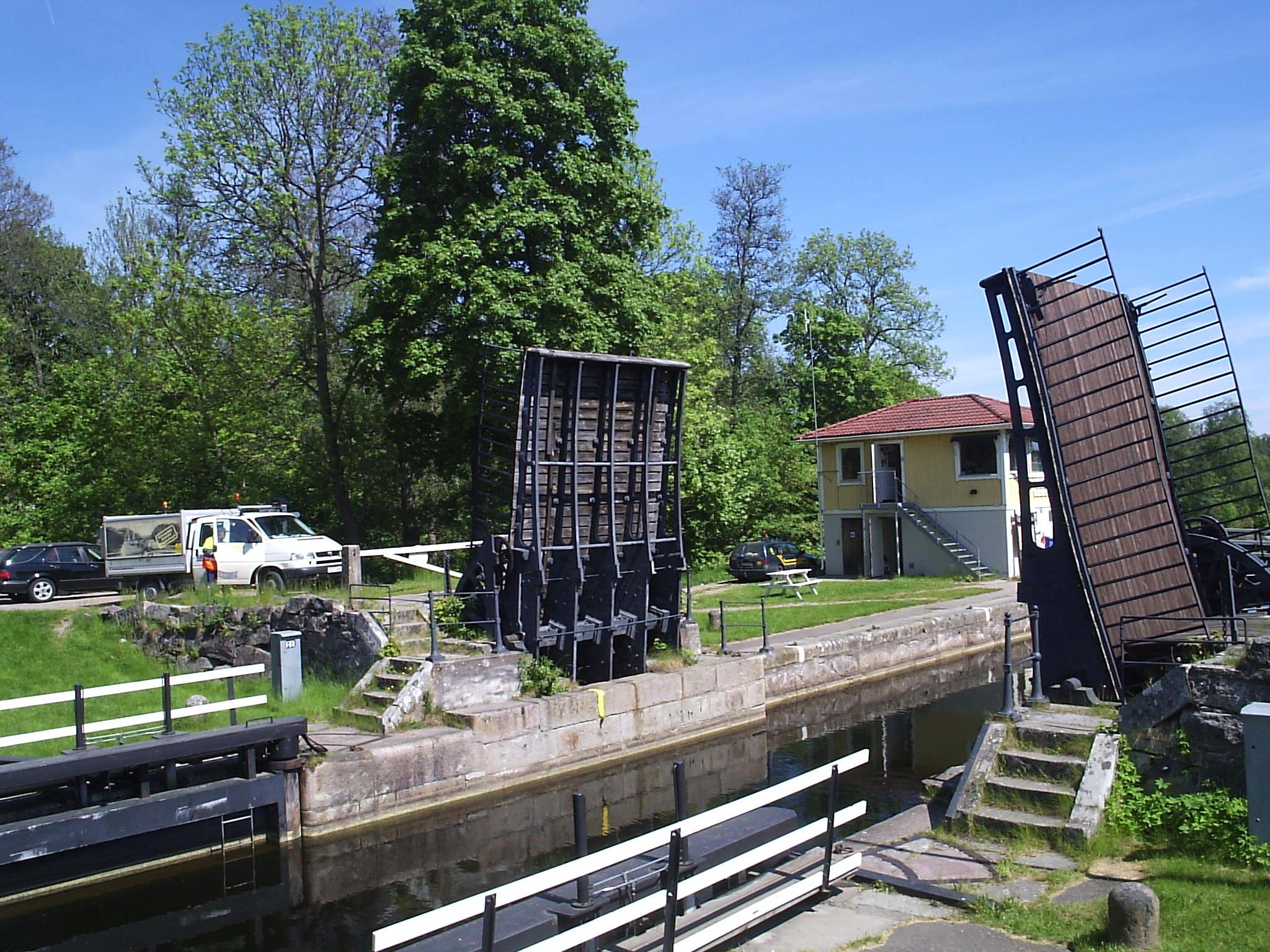
Korsning med väg vid Forsvik.

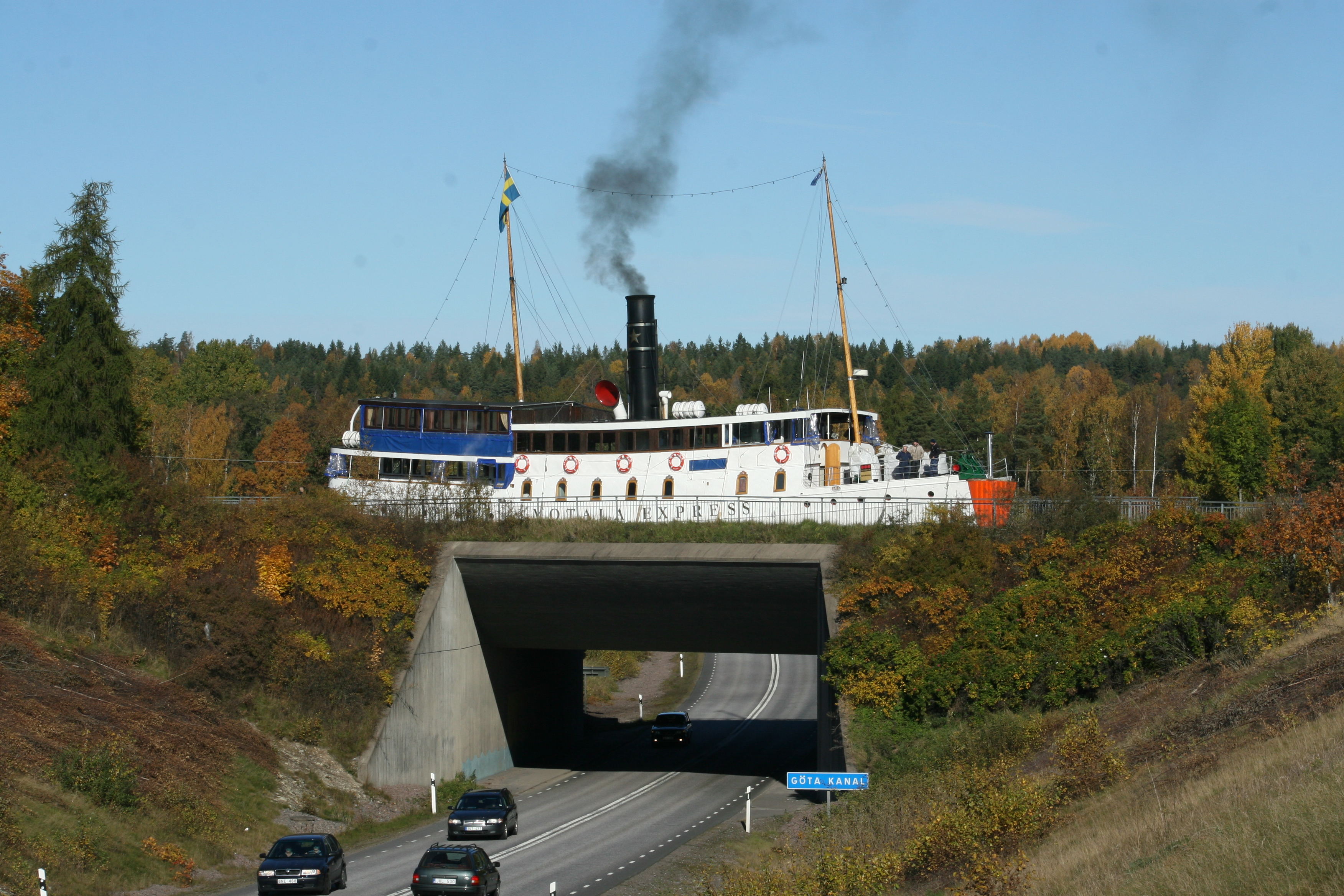
S/S Motala Express med kapat förskepp på Göta kanals akvedukt över Riksväg 34 strax sydväst om Kungs Norrby

Göta kanal korsar fyra järnvägslinjer. Dessa är Södra stambanan vid Norsholm, Godsstråket genom Bergslagen i Motala, Västra stambanan vid Töreboda och Kinnekullebanan i Lyrestad. Samtliga dessa järnvägsbroar är öppningsbara och öppningar sker vid fasta tider för att undvika att tågen särskilt på stambanorna tvingas stå stilla. I samband med planeringen av Ostlänken (som inte får ha öppningsbar bro) diskuteras om Södra stambanan eventuellt skall flyttas i ett sådant läge att bron inte skall behöva vara öppningsbar, antingen i höjden eller som tunnel. Tidigare har det funnits ytterligare två rörliga järnvägsbroar, båda för smalspåriga järnvägar. Den ena i Söderköping för Norrköping-Söderköping-Vikbolandets Järnväg vid nuvarande landsvägsbron och den andra i Motala för Mellersta Östergötlands Järnväg, strax öster om Godsstråket genom Bergslagen. Den smalspåriga bron i Motala byggdes om 1959-1960 för att bära även normalspårstrafik och levde tack vare detta vidare som del av ett industrispår till Electrolux anläggningar långt efter det att smalspårstrafiken på MÖJ upphörde 1962. Bron har varit permanent öppen sedan järnvägstransporterna till Electrolux upphörde.
Två akvedukter (där vägen går under kanalen) finns. En på riksväg 34 vid Borensberg och den andra på gamla riksväg 36 (dagens 34:a) inne i Ljungsbro. Ytterligare en kommer att byggas vid Söderköping inom ramet för projektet Förbifart Söderköping som planeras att starta 2024. Beslutet att bygga akvedukten togs 2016 och projektet beräknas vara färdigt 2027.
Vägbroarna som korsar Göta kanal är desto fler. Samtliga vägbroar är öppningsbara utom Norsholmsbron där E4 passerar 22,5 meter över kanalen. Detta är den begränsande faktorn för fartygstrafiken på höjden.

## Kryssningsfartyg på Göta kanal
| Fartyg           | Byggnadsår |
| ---------------- | ---------- |
| M/S Juno         | 1874       |
| M/S Wilhelm Tham | 1912       |
| M/S Diana        | 1931       |
| M/S Bellevue     | 1961       |

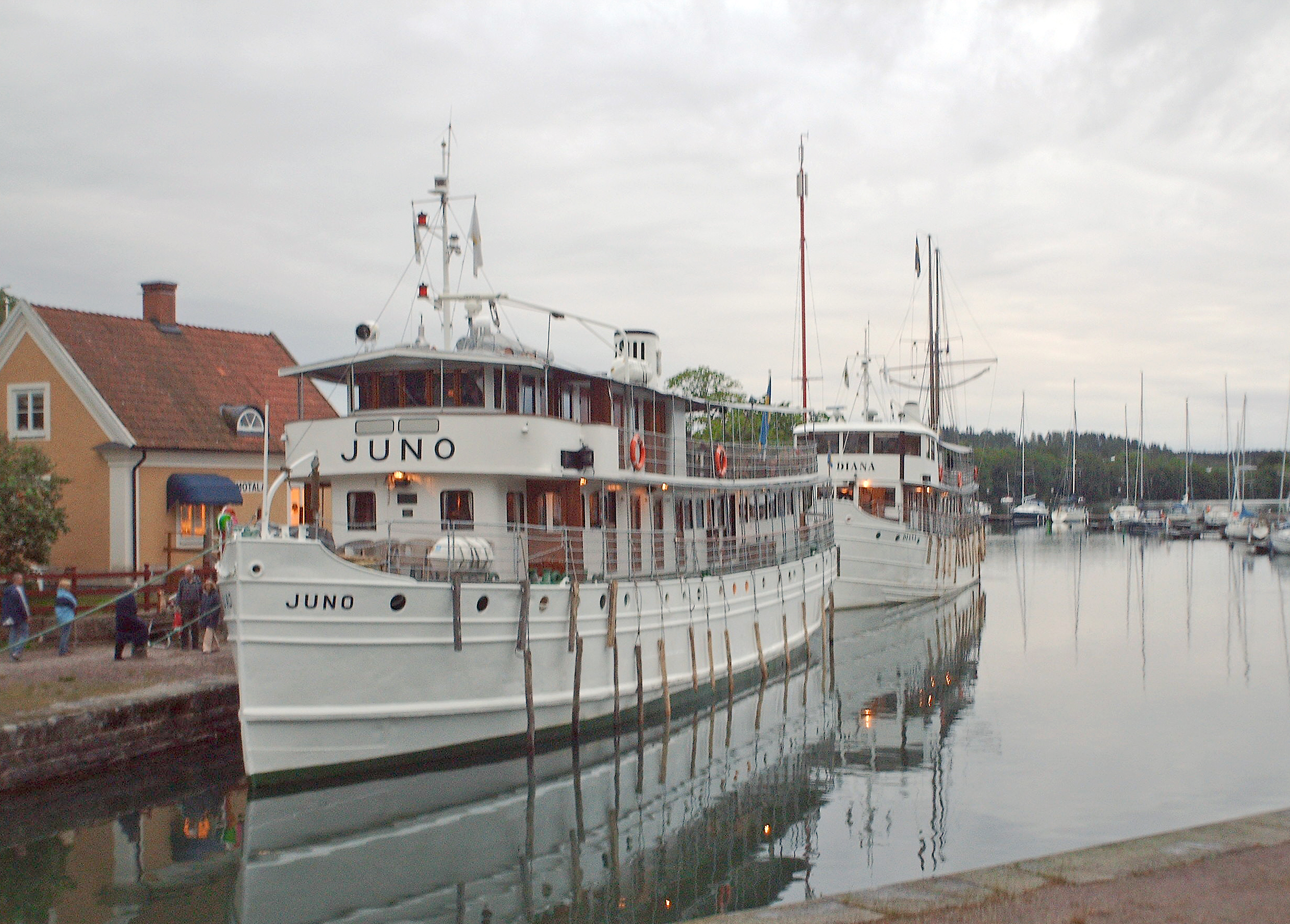
M/S Juno och M/S Diana i Motala hamn
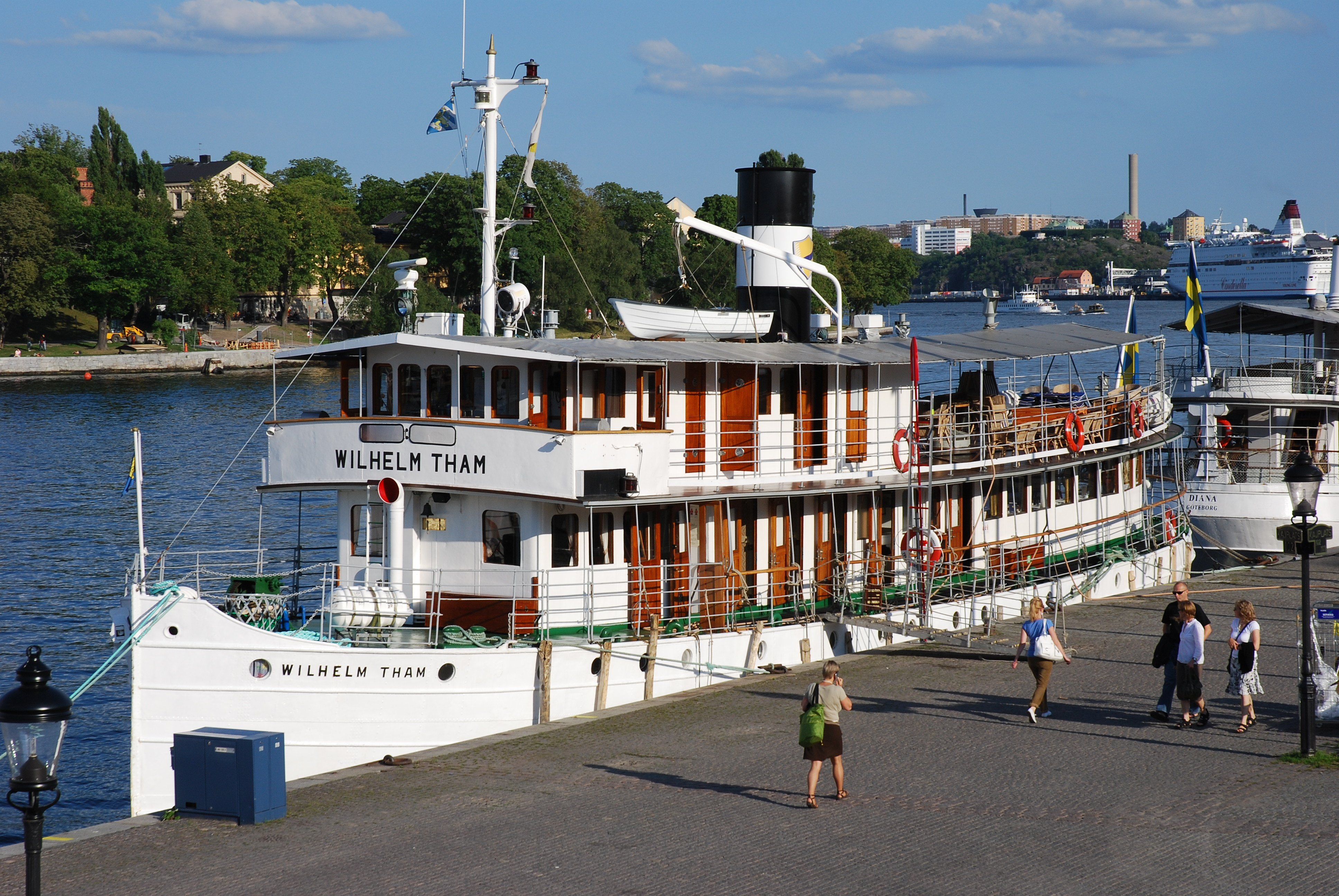
M/S Wilhelm Tham vid Skeppsbron i Stockholm
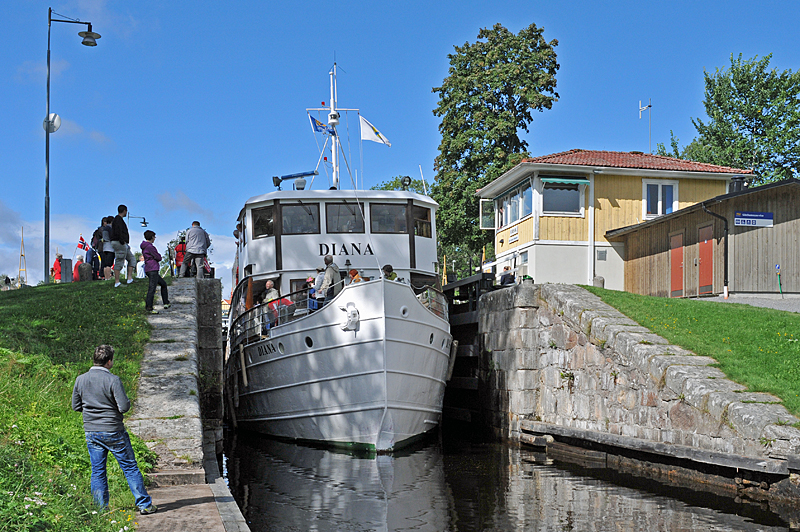
M/S Diana i Forsviks sluss
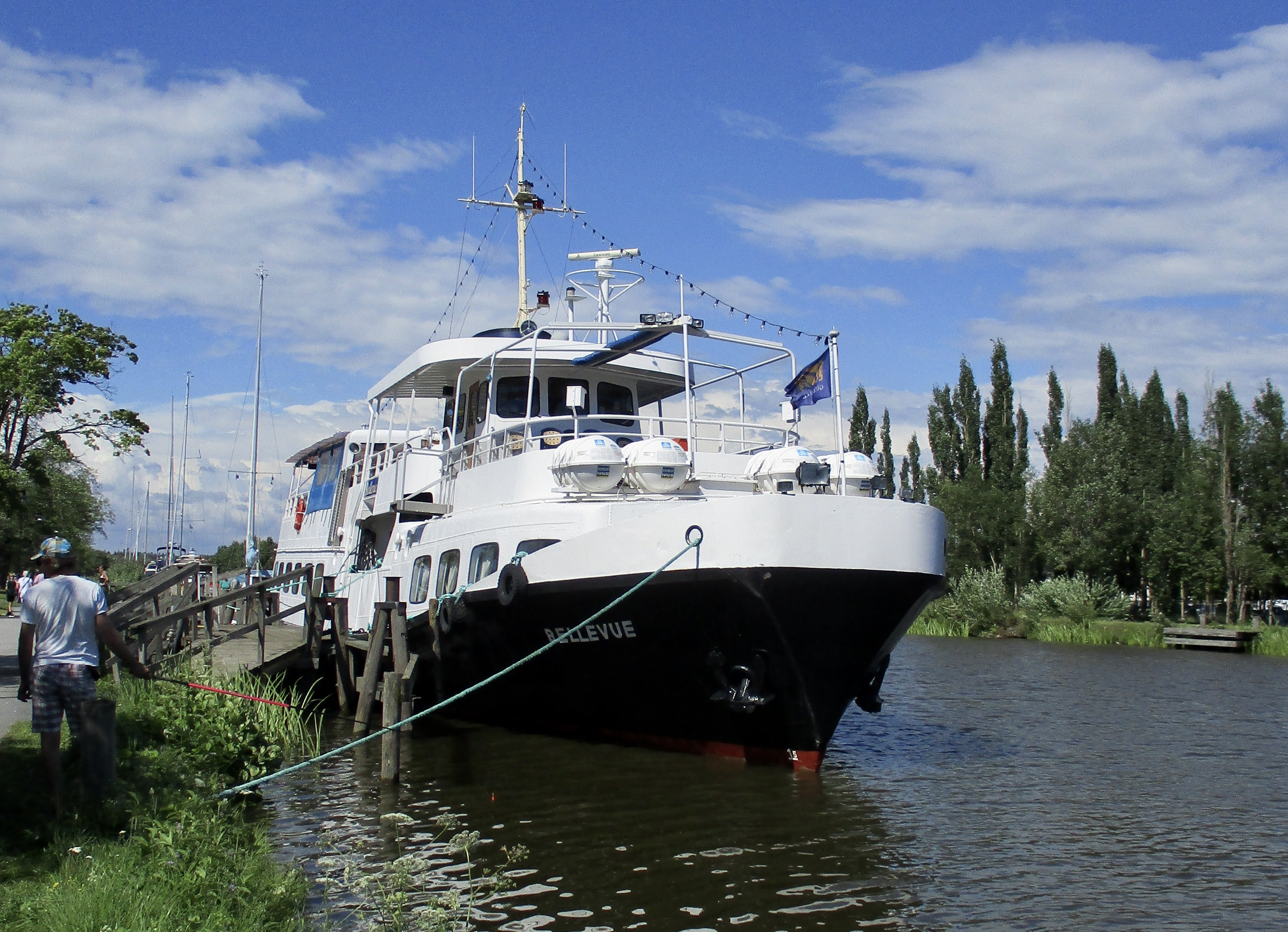
M/S Bellevue vid bryggan i Töreboda

## Linjer trafikerade 2025
| Rederi                                | Sträcka                                   |
| ------------------------------------- | ----------------------------------------- |
| Rederi AB Göta Kanal (Strömmagruppen) | Stockholm – Göteborg Motala – Söderköping |
| WahlinRederierna                      | Berg – Borensberg                         |
| Mariestads Skärgårdstrafik            | Sjötorp – Töreboda                        |
| Motala Kanaltrafik                    | Motala – Borensberg                       |
| Skärgårdskompaniet                    | Söderköping – Mem – Stegeborg             |

## Gästhamnar

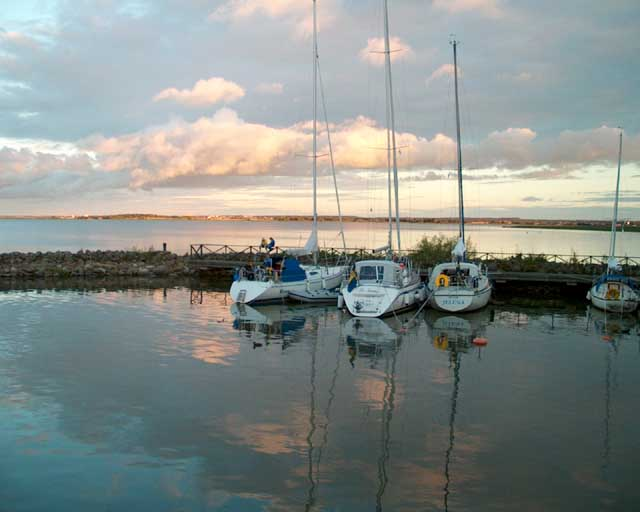
Gästhamn vid Roxen.

Gästhamnar finns på följande ställen:
| - Bergs slussar - Borensberg - Forsvik - Hajstorp - Jonsboda - Karlsborg - Lyrestad - Ljungsbro/Malfors - Mem - Motala | - Motala Verkstad - Norrkvarn - Norsholm - Sjötorp - Söderköping - Söderköping/Klevbrinken - Tåtorp - Töreboda - Wassbacken |  |

## Slussarna

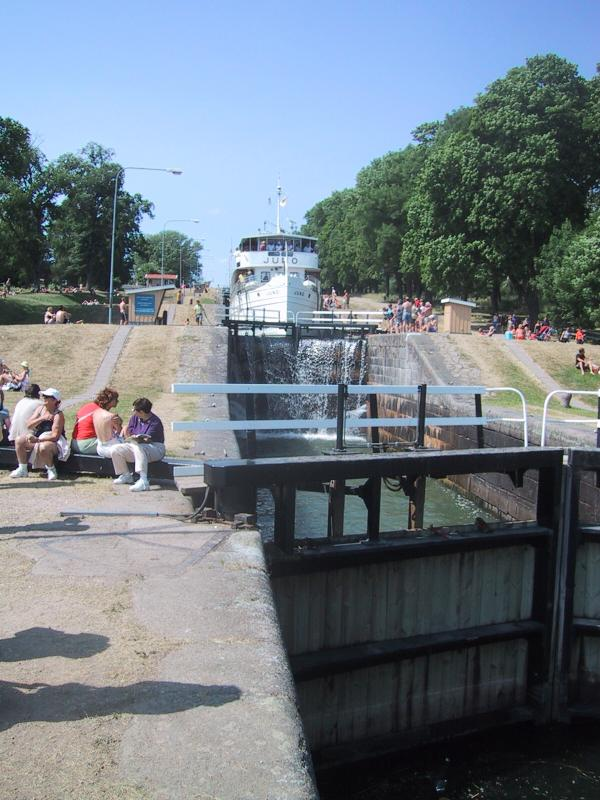
M/S Juno i Bergs slussar.

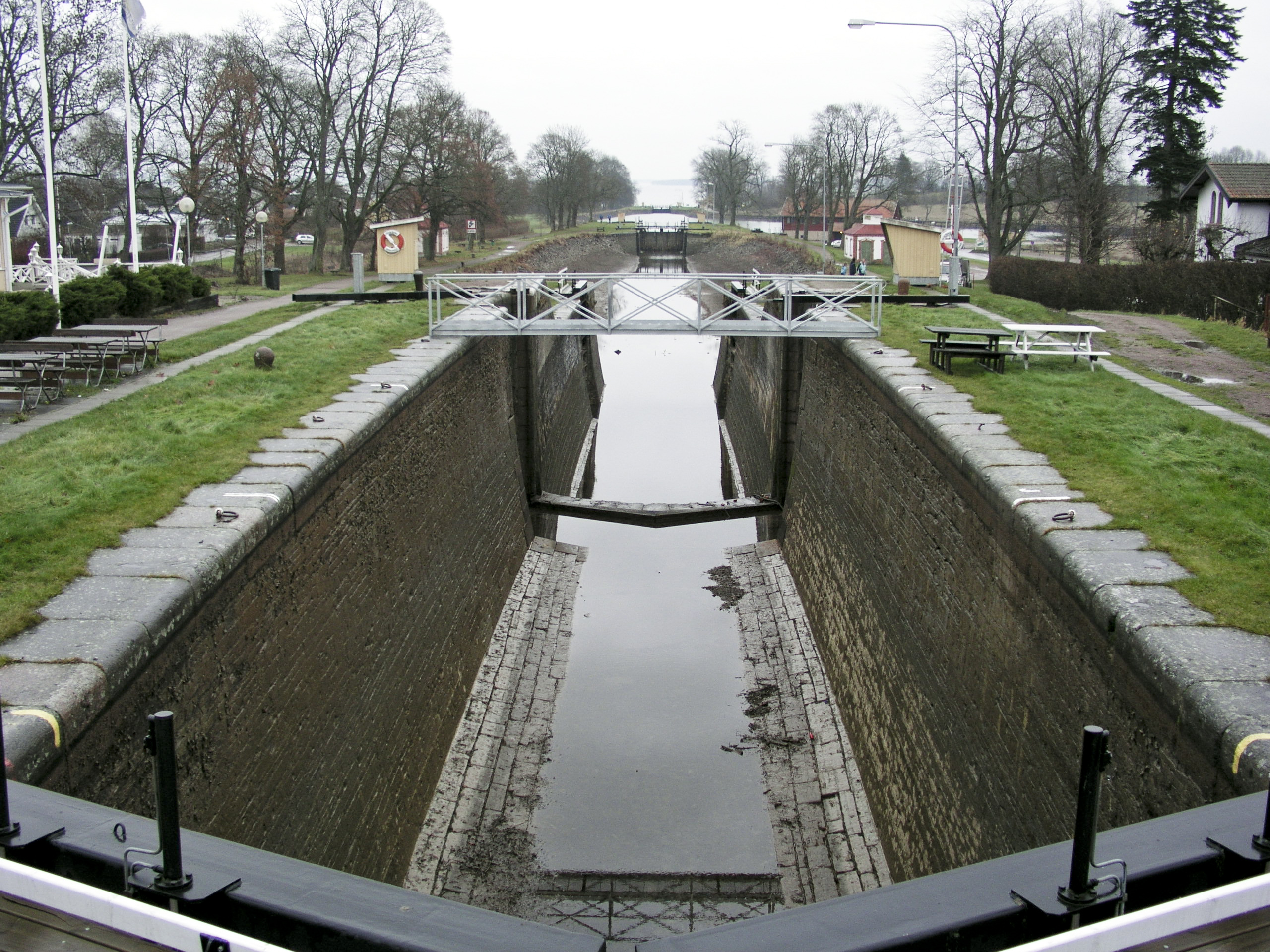
Bergs slussar. Tömd slussbassäng

Varje sluss fick vid byggnaden ett dopnamn, men gradvis har de geografiska namnen blivit de som används. 

### Östergötland från öster
| Sluss               | Dopnamn                   | Byggår     | Slusstyp             | Fallhöjd | Höjd över havet |
| ------------------- | ------------------------- | ---------- | -------------------- | -------- | --------------- |
| Mem                 | Bengt Erland Franc Sparre | 1831-1832  | Enkelsluss           | 3,0      | 0,0             |
| Tegelbruket         | Göta Kanal Direktion      | 1832       | Enkelsluss           | 2,3      |                 |
| Söderköping         | Söderköping               | 1832, 1847 | Enkelsluss           | 2,4      |                 |
| Duvkullen nedre     | Gustaf Lagerheim          | 1832       | Enkelsluss           | 2,3      |                 |
| Duvkullen övre      | Erik Hagström             | 1832       | Enkelsluss           | 2,4      |                 |
| Mariehov nedre      | Mariestad                 | 1832       | Enkelsluss           | 2,1      |                 |
| Mariehov övre       | Örebro                    | 1831       | Enkelsluss           | 2,6      |                 |
| Carlsborg nedre     | Skandinavien              | 1829-1831  | Dubbelsluss          | 5,1      |                 |
| Carlsborg övre      | Norrköping                | 1829-1830  | Dubbelsluss          | 4,7      | 27,0            |
| Klämman             | Linköping                 | 1826       | Nivåsluss            | 0,1      | 27,0            |
| Hulta               | Göteborg                  | 1827       | Enkelsluss           | 3,2      | 30,2            |
| Bråttom             | Stockholm                 | 1826       | Enkelsluss           | 2,3      |                 |
| Norsholm            | Biskop Brask              | 1826       | Nivåsluss            | 0,8      | 33,3            |
| Carl Johans slussar | Carl Johan                | 1815-1818  | Kopplade slussar (7) | 18,8     |                 |
| Oscars slussar      | Oscar                     | 1815       | Dubbelsluss          | 4,8      |                 |
| Berg                | Karl Ludvig Eugen         | 1819-1820  | Dubbelsluss          | 5,5      |                 |
| Brunnby             | Frans Gustav Oscar        | 1820       | Dubbelsluss          | 5,3      |                 |
| Heda                | Oscar Fredrik             | 1818-1820  | Dubbelsluss          | 5,2      |                 |
| Borensberg          | Nicolaus August           | 1820       | Nivåsluss            | 0,2      | 73,1            |
| Borenshult          | Minnets fem slussar       | 1823-1825  | Kopplade slussar (5) | 15,3     |                 |
| Motala              | Föreningen                | 1818       | Nivåsluss            | 0,1      |                 |

### Västergötland från öster
| Sluss           | Dopnamn                      | Byggår    | Slusstyp             | Fallhöjd | Höjd över havet |
| --------------- | ---------------------------- | --------- | -------------------- | -------- | --------------- |
| Forsvik         | Carl XIII                    | 1813      | Enkelsluss           | 3,5      |                 |
| Tåtorp          | Daniel Thunberg              | 1814      | Bestämmande sluss    | 0,2      |                 |
| Hajstorp övre   | Thomas Telford               | 1822      | Dubbelsluss          | 5,0      | 91,8            |
| Hajstorp nedre  | Krigsmakten                  | 1821      | Dubbelsluss          | 5,1      |                 |
| Riksberg        | Baltzar Bogislaus von Platen | 1819-1820 | Kopplade slussar (3) | 7,5      |                 |
| Godhögen        | Vetenskaperna                | 1822      | Dubbelsluss          | 5,1      |                 |
| Norrkvarn övre  | Slöjderna                    | 1821      | Enkelsluss           | 2,9      |                 |
| Norrkvarn nedre | Samuel Bagge                 | 1822      | Enkelsluss           | 2,9      |                 |
| Sjötorp 7-8     | Bergsbruket, Handeln         | 1822      | Dubbelsluss          | 4,6      |                 |
| Sjötorp 6       | Jordbruket                   | 1820      | Enkelsluss           | 2,4      |                 |
| Sjötorp 4-5     | Borgarna, Bönderna           | 1819-1820 | Dubbelsluss          | 4,8      |                 |
| Sjötorp 2-3     | Adeln, Prästerna             | 1816-1817 | Dubbelsluss          | 4,8      |                 |
| Sjötorp 1       | Konstitutionen               | 1817      | Enkelsluss           | 2,9      | 43,8            |

## Bilder

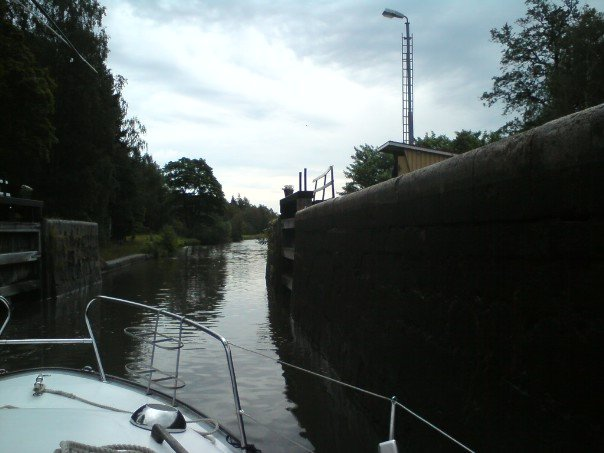
Bråttom sluss
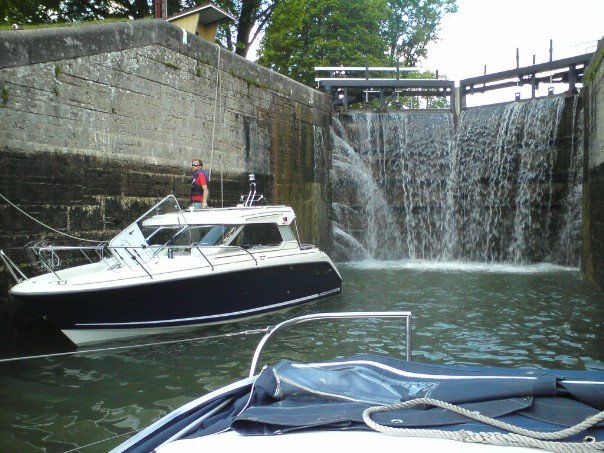
Brunnby sluss
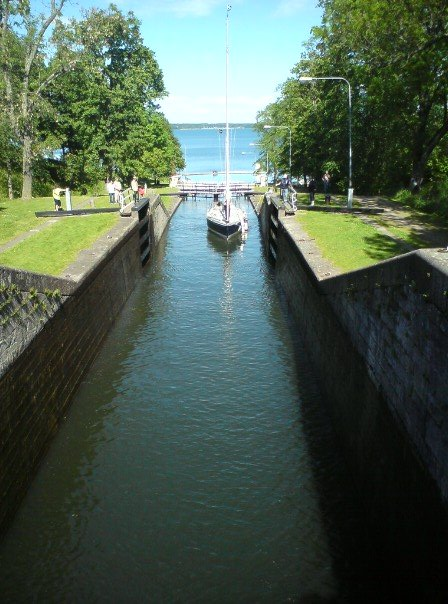
Borenshults slussa
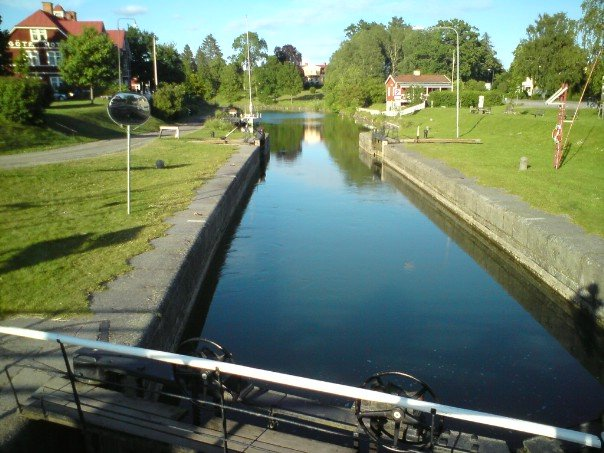
Borensbergs sluss
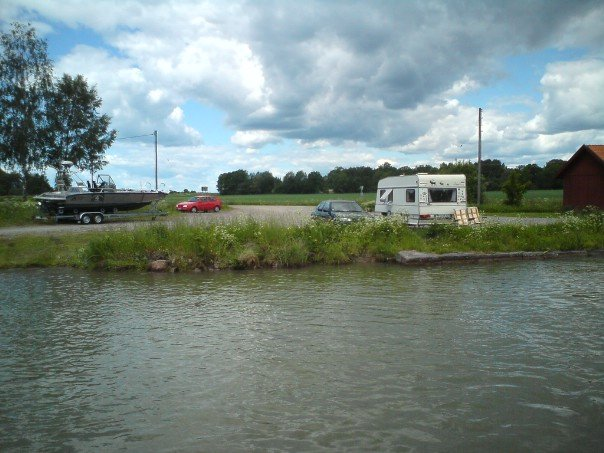
Båt och husvagn som användes vid inspelning av filmen Göta kanal 3 – Kanalkungens hemlighet

## Restriktioner
Maxgränser för fartyg:
- Längd 30 m
- Bredd 7 m
- Djupgående 2,82 m
- Fart 5 knop

Den segelfria höjden är 22 m

## I populärkulturen
Tage Danielsson har skrivit en dikt som heter De händer som grävde på Göta kanal.
Författarparet Sjöwall-Wahlöö gav 1965 ut sin debutroman Roseanna om ett kvinnolik som påträffas i Göta kanal. Den mördade kvinnan hade rest med båten M/S Diana. Boken har filmatiserats som Roseanna (film, 1967) och som del i serien Historien om ett brott 1993. 
Den svenska filmkomedin Göta kanal - Eller vem drog ur proppen? (1981) har fått tre uppföljare.